# Inferno - Canto sesto

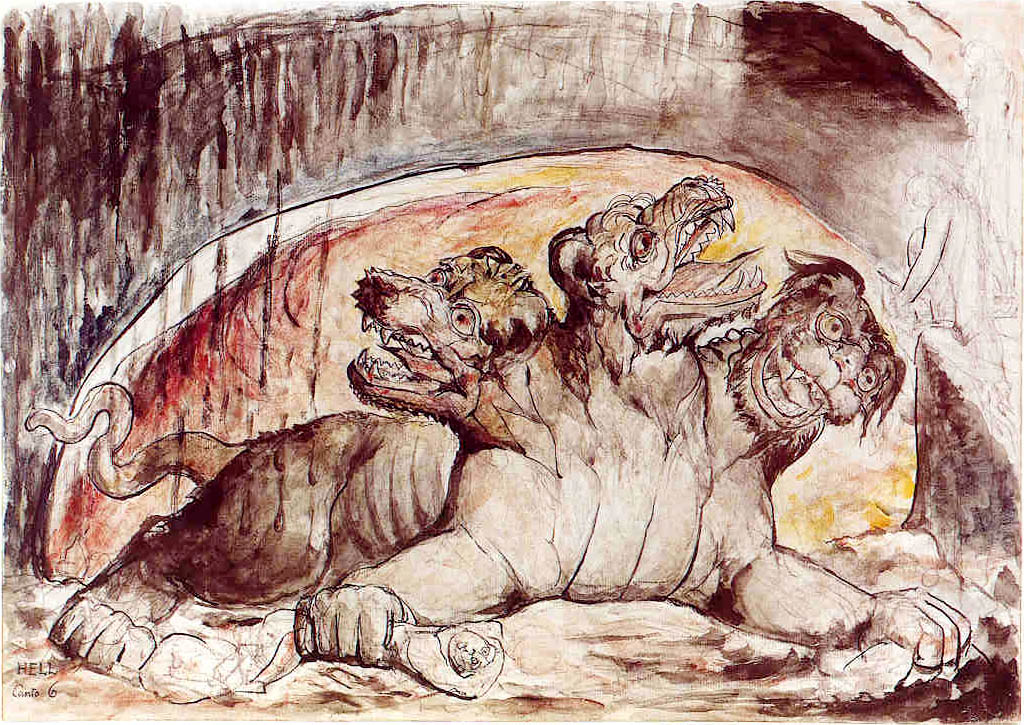
Cerbero, immaginato da William Blake

Il canto sesto dell'Inferno di Dante Alighieri si svolge nel terzo cerchio, dove sono puniti i golosi; siamo nella notte tra l'8 e il 9 aprile 1300 (Sabato Santo), o secondo altri commentatori tra il 25 e il 26 marzo 1300. In questo canto si affronta un tema politico, come ogni VI canto.

## Incipit
(Anonimo commentatore dantesco del XIV secolo)

## Analisi del canto

### I golosi, Cerbero - versi 1-33

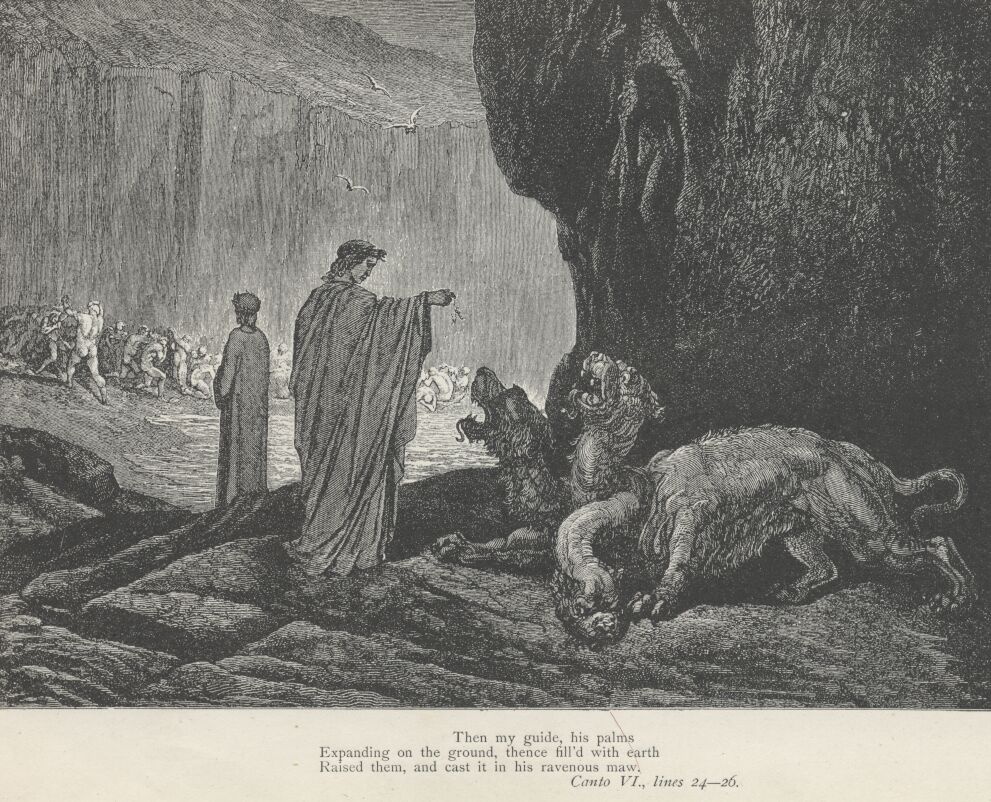
Cerbero, illustrazione di Gustave Doré

Il canto inizia con Dante che si riprende dallo svenimento dopo aver parlato coi due amanti, Paolo e Francesca, e già, mentre ancora è confuso dalla tristezza e l'angoscia (Dante usa il termine pieta, ma con significato, appunto, di angoscia; secondo altre interpretazioni prova pietà perché anche lui ha rischiato di cadere nell'amore passionale prima di essere salvato da Beatrice) per quegli sventurati, vede nuovi dannati e nuove pene tutto intorno a sé.
Il terzo cerchio, dove si trova, è quello de la piova / eterna, maladetta, fredda e greve, che cade sempre uguale con la stessa intensità ed è composta da grossa grandine mischiata a acqua nera e neve che si riversa nell'aria tenebrosa: la terra, ricevendo questa pioggia, puzza e diventa fanghiglia.
Qui si trova Cerbero, fiera crudele e diversa (strana), che latra con tre teste sui dannati sommersi nella fanghiglia.
Anche Cerbero è un personaggio dell'Averno di Virgilio (Eneide, libro VI, v. 417), e la descrizione di Dante si basa su quella del suo maestro, ma qui la bestia è più mostruosa, per una descrizione tra l'umano e il bestiale e per il fatto che inghiotte il fango gettato da Virgilio e non una focaccia soporifera, contenente miele e farina "drogata", come accadeva nel viaggio di Enea. Esso viene descritto con gli occhi rossi, la barba unta e nera, la pancia gonfia e le mani con unghie (non "zampe e artigli"), con cui graffia i dannati e li squarta; inoltre con le sue urla gli 'ntrona (li "rintrona"), li fa impazzire, così che essi vorrebbero essere sordi (vv. 32-33). Nella mitologia Cerbero è un simbolo d'ingordigia (ecco perché lo troviamo in questo canto) e anche di discordia, per le lotte tra le sue diverse teste: non a caso nel canto si parlerà proprio delle discordie fiorentine.
Quando Cerbero vede Dante e Virgilio, apre le bocche e mostra loro le zanne, senza tenere fermo un singolo muscolo. Allora Virgilio distende le mani e getta nelle sue bramose canne (gole, secondo un linguaggio triviale) due pugni pieni di terra, che il cagnaccio si affretta a mangiare, come quei cani che desiderosi del pasto abbaiano e poi s'interrompono subito appena lo ottengono.

### Ciacco - vv. 34-93

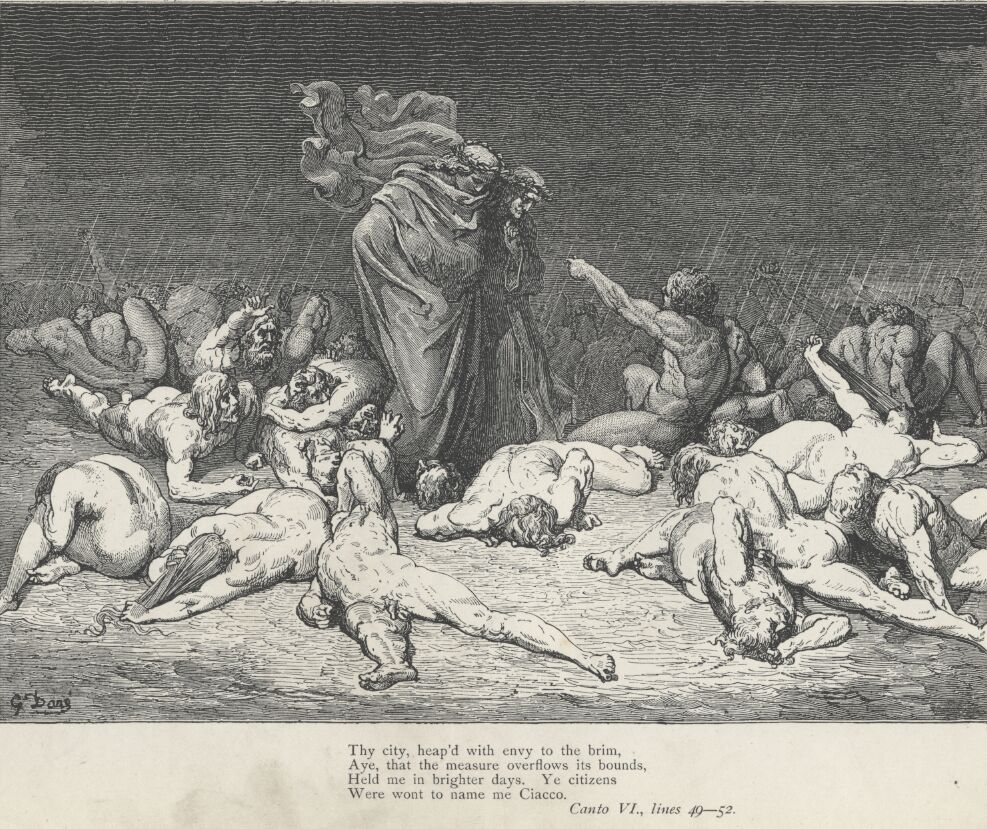
Gustave Doré, "Il terzo cerchio"

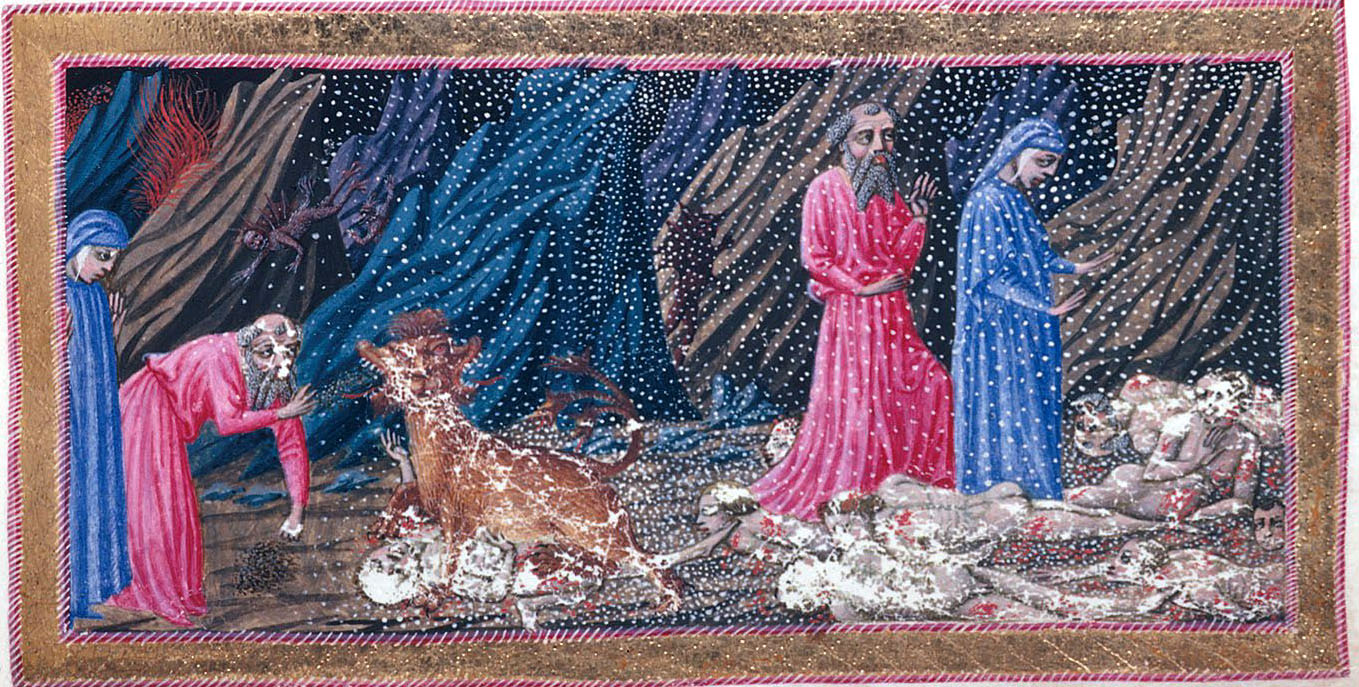
Il terzo cerchio, illustrazione del manoscritto della British Library, Priamo della Quercia (XV secolo)

Mentre Dante e Virgilio attraversano la massa di fango e anime abbattute ("adonate") dalla pioggia, calpestandole (questo è uno dei pochi casi nell'Inferno dove le anime sono solo ombre senza corpo, una condizione teoricamente generica, ma che all'Inferno Dante spesso non considera, mentre sarà frequente nel Purgatorio), una si alza in piedi appena essi le passano davanti.
Quindi lo spirito si rivolge a Dante sfidandolo a riconoscerlo, poiché il poeta era vivo prima che il dannato fosse disfatto (cioè morto). Dante non lo riconosce a causa del suo stato pietoso (sia fisico per la deturpazione, sia morale). Allora Dante gli chiede chi sia e cosa faccia sotto questa pena, affermando che se ne esistono anche di maggiori, nessuna è così poco dignitosa e spiacevole, sia a vedersi che a subirsi.
Allora Ciacco si presenta col suo nome (o nomignolo); non si è certi perché è un personaggio che non è mai stato identificato esattamente: si pensa che il nome Ciacco, che, anche se senza fondamento, potrebbe significare "porco", sia riferito al modo e alla quantità di cibo che assumeva, oppure, più probabilmente, sia un diminutivo fiorentino di Jacopo o Giacomo, originario della stessa città di Dante (Firenze), che è piena d'invidia sì che già trabocca il sacco (metafora); è condannato per il peccato della gola, per cui è fiaccato sotto la pioggia, ma non è solo, poiché tutte le anime attorno stanno lì per la stessa pena. E più non fé parola: il tono di questo incontro è ben diverso dal precedente con Paolo e Francesca, ed è caratterizzato dalla grottesca figura di Ciacco, a tratti comico (si pensi alla scelta del linguaggio di Dante piuttosto popolaresco, con rime su doppie consonanti poco liriche come -acco, -aggia e -anno) e a tratti inquietante, come dopo le brusche interruzioni del discorso come questa.
Spinto da una sua intuizione, il poeta gli chiede una profezia sulla sorte di Firenze (in realtà Dante non sapeva fino a ora che le anime, anche quelle dei dannati, potessero profetizzare il futuro) e, dopo una veloce captatio benevolentiae sulla pietas provata nel vedere la sua pena, pone al dannato tre domande:
1. A cosa arriveranno (verranno) i cittadini della città divisa (partita, cioè divisa in due parti, Firenze)?
2. Esistono persone giuste?
3. Quale fu la causa di tanta discordia? (Ciò che causò le lotte interne fiorentine.)

Ciacco risponde allora con precisione fiscale e alle tre domande nello stesso ordine nel quale gli sono state poste:
1. La prima risposta è la celebre profezia su Firenze, la prima della Commedia, che tratta delle lotte tra guelfi bianchi e neri tra il 1300 e il 1302: dopo una lunga tenzone (dopo molte lotte), essi verranno al sangue (le zuffe del Calendimaggio 1300, dove uno dei Cerchi venne ferito gravemente in volto) e la parte selvaggia (rappresentati dai guelfi bianchi, poiché i Cerchi, in quanto capi fazione, venivano dal contado) caccerà l'altra con molta durezza; poi sarà questa altra parte a cadere entro tre anni (tre soli) e salirà l'altra fazione, grazie alla forza di qualcuno che ora sta in bilico (che testé piaggia; è Bonifacio VIII, nel 1300 ancora neutrale); questa fazione terrà superbamente le fronti alte per molto tempo, tenendo l'altra sotto gravi pesi, per quanto essa pianga e s'indigni.
2. Ci sono solo ''due'' giusti (due inteso come cerchia ristretta di persone, e non precisamente due), e nessuno li ascolta: forse, più che a due figure reali, si deve pensare all'eco biblico dell'episodio della Genesi, dove Abramo, cercando di salvare una città distrutta dalla corruzione fa un patto con Dio, cercando almeno cinquanta uomini "giusti"; alla fine, nonostante lo sconto a dieci, egli non riesce a trovare nessuno tranne Lot e le sue figlie.
3. superbia, invidia e avarizia sono le tre scintille che hanno acceso i cuori (accusa che Dante farà ripetere anche a Brunetto Latini, in Inf. XV).

Il fatto che Ciacco non parli a Dante del suo esilio ha fatto pensare ad alcuni (in particolare al Boccaccio) che queste prime cantiche dell'Inferno fossero state scritte verso il 1301, prima cioè che il poeta venisse a sapere della sua condanna. In realtà queste intuizioni si basano su indizi molto flebili (lo stesso Ciacco cita avvenimenti del 1302 e dice quanto l'egemonia dei Neri sarà lunga), e oggi si è propensi a pensare che il poeta volesse semplicemente sviluppare gradualmente il tema politico e quello delle profezie, lasciando per più tardi il vaticinio del suo esilio, pronunciato da Farinata degli Uberti nel X canto.
Nelle tre colpe (superbia, invidia e avarizia) si sintetizza il giudizio di Dante sulla storia del Comune, profondamente minato dalle invidie insorgenti fra le parti, dalla superbia e smania di dominare sia dei grandi sia del popolo e dall'avarizia e cupidigia mercantile.
Dopo queste parole Ciacco torna muto ed è Dante che deve sollecitare un'altra richiesta: "Qual è la sorte di un gruppo di fiorentini illustri della passata generazione, «ch'a ben far puose li 'ngegni?» (v. 81), li addolcisce il cielo o li avvelena (attosca) l'Inferno? Essi sono Farinata degli Uberti, Arrigo (non più nominato nella Commedia e non identificato), Mosca dei Lamberti, Tegghiaio Aldobrandi e Jacopo Rusticucci. Ciacco dice che essi sono tra le anime più nere e che si trovano nei cerchi inferiori dell'Inferno per diverse colpe.
Qui avviene un'altra tappa del processo di conversione del poeta: dopo aver visto che anche gli effetti della poesia amorosa, cui aveva aderito in gioventù, possono portare alla dannazione, con l'episodio di Paolo e Francesca, adesso il poeta scopre che anche il valore politico in vita non garantisce la salvezza divina.
Infine Ciacco prega Dante di ricordarlo nel mondo dei vivi, poi si interrompe bruscamente: "più non ti dico e più non ti rispondo". Allora storce grottescamente gli occhi, attenuando lo sguardo forse per lo sforzo di restare seduto mentre il suo destino lo spinge nuovamente in basso, forse perché riassalito dalla bestialità del suo girone dopo aver conosciuto quei pochi minuti di lucidità che gli erano stati concessi per parlare con Dante; china la testa e sprofonda di nuovo nella fanghiglia, mentre Virgilio assicura che non si alzerà mai più da lì fino al Giudizio Universale, quando l'angelica tromba annuncerà la nimica podestade, cioè Dio, nemico dei dannati.

### Condizione dei dannati dopo il Giudizio universale - vv. 94-115

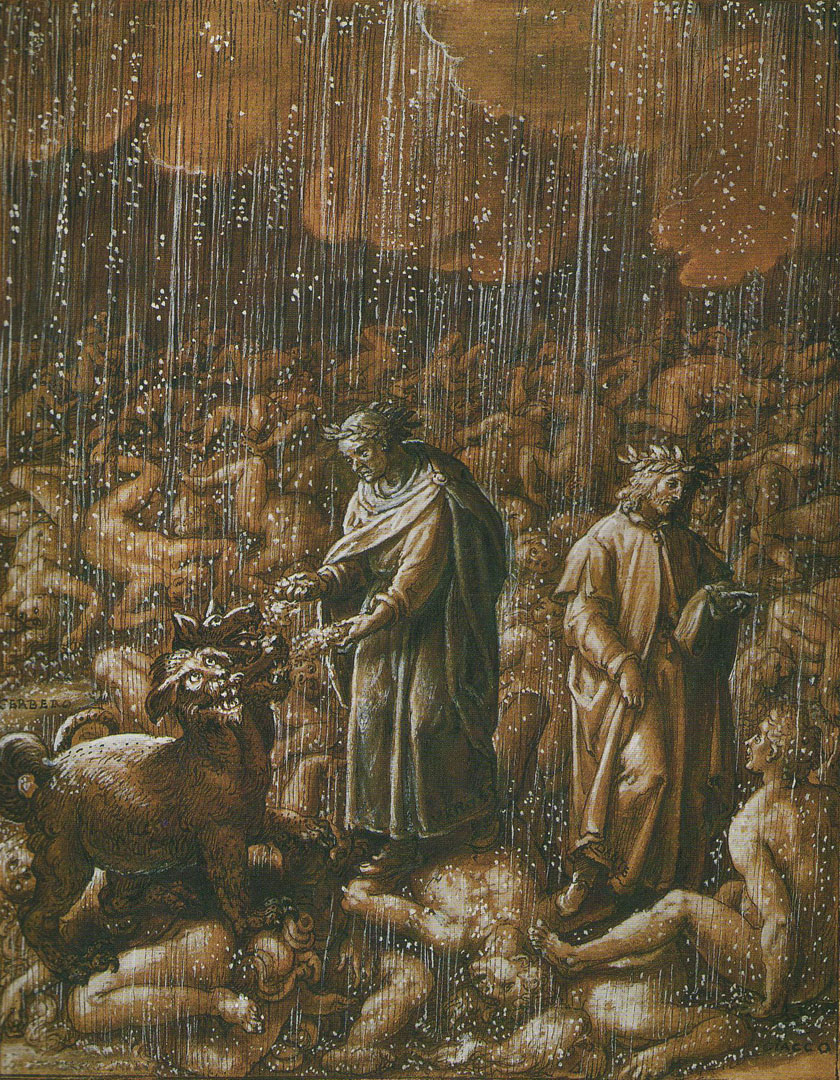
Canto 6, Giovanni Stradano, 1587

Virgilio prosegue dicendo che Ciacco non si risveglierà fino al giorno del Giudizio universale, nel quale ogni anima riprenderà il suo corpo e udirà quel ch'in etterno rimbomba, cioè la sua sentenza definitiva di condanna. Nel frattempo, mentre passano nella sozza mistura di anime e fango, Dante prende lo spunto per chiedere se i dannati, dopo la gran sentenza, avranno pene accresciute, minori o tali e quali. Virgilio risponde, ma non prima di aver invitato Dante a tornare alla sua scienza, ossia ai suoi maestri di filosofia e di teologia, che sono Aristotele e San Tommaso d'Aquino, secondo cui, quanto una cosa è più perfetta, perché unione di corpo e anima, tanto più è destinata a percepire in misura maggiore il bene e il male, perché ogni sentimento è amplificato. E sebbene questa gente maladetta non sarà mai in vera perfezion, essa aspetta di miglior grado più il futuro (il di là) che la loro condizione attuale (di qua).
Così essi girano in tondo lungo l'orlo del cerchio, parlando di molte altre cose che Dante non riporta (è già la seconda volta che tace, dopo la conversazione coi quattro grandi poeti nel Limbo). Arrivano così al punto dove si digrada e qui trovano il guardiano del cerchio successivo: Pluto, il gran nemico.
All'interno della Divina Commedia questi passi costituiscono una primizia: è questo il primo punto in cui Dante tratta di una questione dottrinale. Prende come riferimento, in questo passo del VI canto della cantica infernale, Aristotele ("tua scienza" = la scienza che tu hai ben studiato, di cui sei a conoscenza) e la stessa dottrina di Tommaso d'Aquino.

## Il contrappasso
La pena dei golosi è una punizione di contrappasso per analogia generica: in quanto simili a bestie in vita, saranno accovacciati per terra come animali, nella loro acquetta sporca e flagellati dalle intemperie. Essi, infatti, sono prostrati a terra e la pioggia li fa urlare come cani (come bestie); si fanno schermo l'un l'altro (strisciando quindi come vermi) e si rigirano spesso, questi miseri profani. Ma il contrappasso può essere anche per contrasto: mentre in vita i golosi sono andati alla ricerca delle più grandi prelibatezze culinarie, ora all'Inferno sono costretti a stare sdraiati nel fango sotto una pioggia greve e maleodorante; e mentre in vita hanno vissuto per le esigenze del corpo, ora appaiono a Dante come vane ombre, vedendosi negato l'involucro di carne. Inoltre, la soddisfazione dell'odorato tramite i cibi è punita dal fetore della terra, in cui sono costretti a sprofondare in eterno.